# Râul Valea Mânăstirii, Șimișna
Râul Valea Mânăstirii este un curs de apă, afluent al râului Șimișna.

## Hărți
- Harta interactivă - județul Sălaj  Arhivat în 5 septembrie 2009, la Wayback Machine.